# Por debajo de la mesa
«Por debajo de la mesa» es una canción escrita por el cantautor y músico mexicano Armando Manzanero e interpretada por el artista mexicano Luis Miguel. Con arreglos musicales de Bebu Silvetti, fue una de las dos composiciones originales escritas para el 12.º álbum de estudio Romances (1997). Fue lanzado como el sencillo principal del álbum el 14 de julio de 1997 y se convirtió en su 13.º número uno en la lista Billboard Hot Latin Tracks en los Estados Unidos. El vídeo musical muestra al cantante en un restaurante de alta cocina en la ciudad de Nueva York interpretando el tema.
La canción recibió una reacción negativa de Achy Obejas, del Chicago Tribune, que la calificó de «floja». Fue nominada a canción pop del año en la 10.ª. entrega anual de los Premios Lo Nuestro y Manzanero recibió un Premio Latino de Broadcast Music, Inc. (BMI) por escribir la canción. Manzanero cantó el tema como dúo con varios artistas como Tania Libertad y Susana Zabaleta.

## Listas

### Listas semanales
| Lista (1997)                       | Máxima posición |
| ---------------------------------- | --------------- |
| Estados Unidos (Hot Latin Songs)   | 1               |
| Estados Unidos (Latin Pop Airplay) | 1               |

### Listas anuales
| Lista (1997)                     | Máxima posición |
| -------------------------------- | --------------- |
| U.S. Billboard Hot Latin Tracks  | 8               |
| U.S. Billboard Latin Pop Airplay | 1               |

### Sucesión en las listas
| Predecesor: Miente de Enrique Iglesias | U.S. Billboard Hot Latin Tracks — Sencillo N°. 1 6 de septiembre de 1997 - 3 de octubre de 1997 | Sucesor: Te sigo amando de Juan Gabriel |

| Predecesor: Miente de Enrique Iglesias | U.S. Billboard Latin Pop Airplay — Sencillo N°. 1 30 de agosto de 1997 - 3 de octubre de 1997 | Sucesor: Lo mejor de mí de Cristian |